# Катарина Велика
Катарина II Алексејевна Романова (рус. Екатерина II Алексеевна Романова), позната као Катарина Велика (рус. Екатерина Великая), рођена као Софија Августа Фредерика фон Анхалт-Цербст (Штетин, 2. мај 1729 — Санкт Петербург, 17. новембар 1796) је била царица Русије од 28. јуна 1762. до своје смрти 17. новембар 1796. године. Била је пример просвећеног владара свога времена. Катарина Велика важи за једну од најутицајнијих и најмоћнијих жена које су имале власт у светској историји.
Дана 11. октобра 1783. основала је Руску академију као државни орган за руски језик и књижевност. Академија постоји до четрдесетих година XIX века и од тада је део Руске академије наука. Захваљујући Руској академији развијали су се и славеносрпски језик и књижевност. Донела је устав из 1767, познат као Наказ, којим је увела битне правне реформе у царству. За време њене 34-огодишње владавине Русија је добила велико територијално проширење ка западу, направљено је преко 70 нових градова широм Русије, као и велики број школа и универзитета. Међу значајнијим институцијама које је Катарина основала су Академија науке, Царска палата, музеј Ермитаж, Бољшојско позориште, Институт Смолни за младе даме, Павлова болница, Московско сиротиште и бројне друге. Прва је кренула са штампањем папирног новца у Русији, и увела је либералне законе везане за права робова у Русији, којима је побољшала њихов потлачени статус. У два рата великих размера Катарина је одузела бројне територије Османском царству, веома их угрозивши. Победосно је ратовала и са Пољском и Шведском, ширећи царство на запад. Имала је и кратоктрајну али успешну војну инвазију на Персију, која је, након 6 месеци и неколико оружаних сукоба и опсада прекинута због Катаринине смрти. Катарина је имала интеракцију са великим интелектуалцима тог времена, и радила је на културној европеизацији Русије, па је самим тим Русија под њеном влашћу доживела културолошки процват, али и велики економски напредак.

## Живот пре доласка на власт
Софија Августа Фредерика од Анхалт-Цербста, по надимку „Смоквица”, рођена је у Штетину у Пруској, од оца кнеза Кристијана Августа од Анхалт-Цербста и мајке, принцезе Јохане Елизабете од Холштајн-Готорпа. Рођена је као немачка кнегиња, у сродству са будућим краљевима Густавом III од Шведске и Карлом XIII од Шведске.
Софи је сматрала да је њено детињство протекло углавном без нарочитих дешавања; једном је написала свом дописнику Барону Гриму о свом детињству написала: „Не видим ништа занимљиво у томе“. Иако је Софи рођена као принцеза, њена породица је имала врло мало новца; њен успон на власт подржали су богати рођаци њене мајке Јоане, који су били и племићи и краљевски сродници. Више од 300 суверених ентитета Светог римског царства, од којих су многи били прилично мали и немоћни, створили су веома конкурентан политички систем у којем су се различите кнежевске породице бориле за предност једна над другом, често кроз политичке бракове.
За мање немачке кнежевске породице, повољан брак је био једно од најбољих средстава за унапређење њихових интереса, а млада Софија је целог детињства била негована да постане жена моћног владара како би побољшала положај своје куће. Поред матерњег немачког, Софи је течно говорила француски, lingua franca европских елита у 18. веку. Млада Софи је добила стандардно образовање за немачку принцезу из 18. века, концентришући се на бонтон, француску и лутеранску теологију.
Софи је први пут упознала свог будућег мужа и другог рођака, будућег Петра III Фјдоровича, када је имала 10 година, 1739. На основу њених писања се може закључити да је сматрала  да је Петар одвратан. Није јој се свидела његов бледи тен и његова наклоност према алкохолу. Касније је написала да је остала на једном крају замка, а Петар на другом. Године 1744, руска царица Јелисавета одабрала је Софију за жену свом сестрићу Петру III од Русије, свом изабраном наследнику. Софија је променила име у Катарина када је преобраћена у руску православну веру. Брак је окарактерисан као промашај услед њених неверстава. Брзо је постала популарна код неколико политичких група које су биле против њеног супруга.

## Венчање и владавина Петра III
Избор Софије за жену будућег цара био је резултат афере Лопухина, у којој су активно учествовали гроф Жан Арман де Лесток и пруски краљ Фридрих Велики. Циљ је био јачање пријатељства између Пруске и Русије, слабљење утицаја Аустрије и свргавање канцелара Алексеја Бестужев-Рјумина, познатог као присталице аустријског савеза на кога се ослањала владајућа руска царица Јелисавета. Дипломатска интрига је пропала, углавном због интервенције Софијине мајке, Јохане Елизабет од Холштајн-Готорпа.
Врло образована, Катарина је била укорак са новостима из Русије и остатка Европе. Дописивала се са много великих умова свог времена, укључујући Волтера и Дидроа. Године 1762, након пресељења у нови Зимски дворац у Санкт Петербургу, Петар је дошао на трон као Петар III од Русије, али његова ексцентрична политика је отуђила групе које је Катарина придобила. Григориј Орлов, Катаринин тадашњи љубавник, био је вођа завереника који су прокламовали Катарину као владара, а Петар је убијен мање од шест месеци по доласку на трон, 17. јула 1762. године. Постојала је сумња да је Катарина умешана у Петрово убиство али никада није доказана.
Историјски извештаји приказују Јохану као хладну, увредљиву жену која је волела трачеве и дворске сплетке. Њена глад за славом била је усредсређена на изгледе њене ћерке да постане царица Русије, али Јохана је такође разбеснела Елизабету, која јој је на крају забранила улазак у земљу јер је наводно шпијунирала за краља Фридриха. Елизабета је добро познавала породицу и намеравала је да се уда за Јоханиног брата Чарлса Августа. Он је умро је од малих богиња 1727. године, пре него што је венчање могло да се одржи. Упркос Јоханином мешању, Елизабет је веома волела Софи, а Софи и Петар су се на крају венчали 1745.
Када је Софија стигла у Русију 1744. године са 15 година, трудила се да се додвори не само Елизабети, већ и Елизабетином мужу Алексеју Разумовском и руском народу у целини. Она се ревносно бавила учењем руског језика, устајући касно увече да би обновила лекције у спаваћој соби. Боравак до касно у ноћ на оштрој руској хладноћи довео је до тога да се разболи од упале плућа, иако је прележала и опоравила се. У својим мемоарима је написала да је тада донела одлуку да уради све што је потребно и да изјави да верује у све што се од ње тражи да би постала квалификована да носи круну. Иако је савладала језик, задржала је немачки нагласак који никада није успела да уклони.
Софи се у својим мемоарима присећала да се, чим је стигла у Русију, разболела од плеуритиса који ју је замало убио. Своје преживљавање приписивала је честим пуштањима крви; у једном дану, добијала је четири флеботомије. Противљење њене мајке овој пракси донело јој је Царичину немилост. Када је Софијина ситуација изгледала очајно, њена мајка је желела да је исповеди лутерански пастор. Међутим, пробудивши се из делиријума, Софи је рекла: Не желим никаквог лутерана; желим свог православног  свештеника". То ју је додатно подигло у очима царице.
Софијин отац, побожни немачки лутеран, противио се преласку своје ћерке у православље. Упркос његовим приговорима, 28. јуна 1744. године, Руска православна црква је примила Софију у своје редове. Тада је узела ново име Катарина (Јекатерина или Екатерина) и (вештачки) матроним Алексејевна (Алексејевна, ћерка Алексеја), тако да је по свему била имењакиња Катарине I Алексејевне, мајке Елизабете и баке Петра III. Следеће године, 21. августа 1745, дуго планирани династички брак између Катарине и Петра коначно се догодио у Санкт Петербургу. Она је недавно напунила 16 година. Њен отац није отпутовао у Русију на венчање.
Младенци су прешли да живе у палату Оранијанбаум, која је дуги низ година остала резиденција младог двора. Одатле су управљали војводством (које је заузимало мање од трећине садашње немачке државе Шлезвиг-Холштајн, укључујући и део Шлезвига који је окупирала Данска) да би стекли искуство за управљање Русијом.
Осим што је пружило брачно искуство, брак је био неуспешан; годинама није био конзумиран због менталне незрелости Петра III. Након што је Петар узео љубавницу, Катарина се повезала са другим истакнутим дворским личностима. Убрзо је постала популарна код неколико моћних политичких група које су се супротстављале њеном мужу. Досађујући се свом мужу, Катарина је постала страствени читалац књига, углавном на француском. Она је омаловажавала свог мужа због његове оданости читању с једне стране „лутеранских молитвеника, а са друге историје и суђења неким друмским пљачкашима који су били обешени или изломљени на точку“.
У том периоду је први пут прочитала Волтера и друге филозофе француског просветитељства. Како је научила руски, све више се интересовала за књижевност своје усвојене земље. Коначно, Тацитови Анали су изазвали оно што је она назвала „револуцијом“ у њеном тинејџерском уму, јер је Тацит био први интелектуалац којег је прочитала а који је разумео политику моћи онаква каква јесте, а не онаква каква би требало да буде. Посебно ју је импресионирао његов аргумент да се људи не понашају из својих наводних идеалистичких разлога, већ је уместо тога научила да тражи „скривене и интересне мотиве“.
Према Александру Херцену, који је уредио верзију Катaрининих мемоара, Катарина је имала своју прву сексуалну везу са Сергејем Салтиковом док је живела у Оранијенбауму, јер њен брак са Петром још није био закључен, како је Катарина касније тврдила. Без обзира на то, Катарина ће на крају оставити коначну верзију својих мемоара свом сину, будућем Павлу I, у којима је објаснила зашто је Павле био Петров син. Салтиков је био коришћен да учини Петра љубоморним и она није желела да има дете са њим; Катарина је желела и сама да постане царица, а није желела другог престолонаследника; међутим, Елизабета је уцењивала Петра и Катарину да направе наследника. Петар и Катарина су били умешани у руску војну заверу из 1749. да крунишу Петра (заједно са Катарином) уместо Елизабете. Као резултат ове завере, Елизабета је вероватно желела да ускрати и Катарини и Петру било каква права на руски престо. Елизабета је, дакле, дозволила Катарини да има сексуалне комбинације тек након што је нови законски наследник, Катаринин и Петров син Павле, преживео и деловао јако.
Након тога, Катарина је током година одржавала сексуалне везе са многим мушкарцима, укључујући Станислава Августа Поњатовског, Григорија Григоријевича Орлова (1734–1783), Александра Василчикова, Григорија Потемкина, Ивана Римског-Корсакова и друге. Спријатељила се са принцезом Екатерином Воронцовом-Дашковом, сестром званичне љубавнице њеног мужа. По Дашкову, он је упознао Катарину са неколико моћних политичких група које су се супротстављале њеном мужу; међутим, Катарина је била умешана у војне планове против Елизабете са вероватним циљем да се касније отараси Петра III, од најраније 1749. године.
Темперамент Петра III постао је прилично неподношљив за оне који су боравили у палати. Ујутру би најављивао вежбе-тестове мушким слугама, који су се касније придруживали Катарини у њеној соби да певају и играју до касних сати.
Године 1759. Катарина је затруднела са својим другим дететом, Аном, која је живела само 14 месеци. Због разних гласина о Катаринином промискуитету, Петар је наведен да верује да он није дететов биолошки отац и познато је да је рекао: Иди до ђавола! када је Катарина љутито одбацила његову оптужбу. Због тога је већи део овог времена провела сама у свом приватном будоару да би се сакрила од Петра. У првој верзији својих мемоара, коју је уредио и објавио Александар Херцен, Катарина је снажно имплицирала да је прави отац њеног сина Павла није Петар, већ Салтиков.
Катарина се у својим мемоарима присетила свог оптимистичког и одлучног расположења пре свог ступања на престо: Говорила сам себи да срећа и несрећа зависе од нас самих. Ако се осећате несрећно, уздигните се изнад несреће и поступите тако да ваша срећа буде независна од свих могућности.
Након смрти Елизабете 5. јануара 1762. (25. децембра 1761), Петар је наследио престо као цар Петар III. Царски пар се преселио у нови Зимски дворац у Санкт Петербургу. Царева ексцентричност и политике, укључујући његово велико дивљење пруском краљу Фридриху II, отуђили су исте групе које је Катарина држала као савезнике. Русија и Пруска су се међусобно бориле током Седмогодишњег рата (1756–1763), а руске трупе су окупирале Берлин 1761. Петар је подржао Фридриха II, нагризајући велики део његове подршке међу племством. Он је прекинуо руске операције против Пруске, а Фридрих је предложио поделу пољских територија са Русијом. Петар је такође интервенисао у спору између свог војводства Холштајн и Данске око покрајине Шлезвиг. Као војвода од Холштајн-Готорпа, Петар је планирао рат против Данске, традиционалног савезника Русије против Шведске.
У јулу 1762, једва шест месеци након што је постао цар, Петар се задржао у Оранијенбауму са својим дворјанима и рођацима рођеним у Холштајну, док је Катарина живела у другој палати у близини. У ноћи 8. јула 1762. (27. јуна 1762.), Катарина је добила вест да је њен отуђени муж ухапсио једног од њених саучесника и да ће пуч који су планирали морати да се догоди одмах. Следећег дана је напустила палату и отишла у Исмаиловски пук, где је одржала говор тражећи од војника да је заштите од њеног мужа. Катарина је затим отишла са Исмаиловским пуком у касарну Семеновски, где је свештенство чекало да је хиротонише за руског суверена и тако је започела је своју владавину као царица Русије као Катарина II. Она је ухапсила свог мужа и приморала га да потпише документ о абдикацији, не остављајући никоме да оспори њено ступање на престо.
Седамнаестог јула 1762. — осам дана након пуча који је задивио свет и само шест месеци након његовог ступања на престо — Петар III је умро у Ропши, вероватно од руке Алексеја Орлова (млађег брата Григорија Орлова, тада дворски миљеник и учесник преврата). Петар је наводно убијен, али се не зна како је умро. Званични узрок, након обдукције, био је тежак бол проузрокован хемороидном коликом и мождани удар.
У време свргавања Петра III, други потенцијални ривали за престо укључивали су Ивана VI (1740–1764), који је од шест месеци био затворен у Шлиселбургу на Ладошком језеру и за који се сматрало да је луд. Иван VI је убијен током покушаја његовог ослобађања у оквиру неуспелог пуча против Катарине. Као и Елизабета пре ње, Катарина је дала строга упутства да Иван треба да буде убијен у случају таквог покушаја. Жена касније позната као принцеза Тараканова (с. 1745–1775) била је још један потенцијални ривал.
Иако Катарина није потицала из династије Романов, њени преци су укључивали чланове династије Рјурикова, која је претходила Романовима као владарима Русије. Она је наследила свог мужа на месту царице, по узору на царицу Катарину I, која је наследила свог мужа Петра Великог 1725. Катаринин статус је предмет дебате међу историчарима, било као регенткиње или као узурпаторке, прихватљивом само за време малолетности њеног сина, великог војводе Павла.

## Владавина (1762–1796)
Катарина је крунисана у Успенској саборној цркви у Москви 22. септембра 1762. Њено крунисање означава стварање једног од главних блага династије Романов, Царске круне Русије, коју је дизајнирао швајцарско-француски дворски драгуљар са дијамантима Жереми Паузи. Инспирисана византијским дизајном, круна је направљена од две полусфере, једне златне и једне сребрне, које представљају Источно и Западно римско царство, подељене лиснатим венцем и причвршћене ниским обручем.
Круна садржи 75 бисера и 4.936 индијских дијаманата који формирају ловорово и храстово лишће, симболе моћи и снаге, а на врху је рубин од 398,62 карата који је раније припадао царици Елизабети и дијамантски крст. Круна је направљена за рекордна два месеца и била је тешка два килограма и триста грама Од 1762. Велика царска круна била је крунска круна свих императора Романових до укидања монархије 1917. године. То је једно од главних блага династије Романов и сада је изложено у Палати оружја Московског Кремља.

### Спољна политика
Катаринин министар спољних послова, Никита Ивановић Панин, имао је значајан утицај од почетка њене владавине. Иако бистар државник, Панин је посветио много пажње и милионе рубаља креирању „Северног савеза“ између Русије, Пруске, Пољске, Шведске и могуће, Велике Британије, да се супротстави моћи Хабзбуршке лиге. Када је постало јасно да овај план није успео, Панин је изгубио поверење и 1781. разрешен је дужности. Катарина га је заменила Иваном Остерманом (на функцији 1781–1797).
Катарина је 1764. поставила Станислава Поњатовског, бившег љубавника, на пољски престо. Русија је добила највећи део Пољске кроз деобу између Русије, Аустрије и Пруске (1772, 1793. и 1795). Катарина је преузела водећу улогу у деоби Пољске, користећи чињеницу да је земља била вођена децентрализованом и немоћном владом, да је подели између Пруске и Аустрије. Ова деоба Пољске помогла је да се одржи равнотежа моћи у источној Европи XVIII века.
Катарина је од Русије направила доминантну силу на Блиском истоку, након Првог руско-турског рата (1768—1774). Покушала је да направи поделу европског дела Отоманске империје по пољском моделу, али је постигла знатно мањи успех. Анектирала је Крим 1783, мање од девет година пошто је постао самосталан као резултат првог рата Русије и Турске. Отоманска империја је започела Руско-турски рат (1787—1792) за време Катаринине владавине. Овај рат се завршио Мировним споразумом из Јашија који је легитимисао руско право на Крим.
На европској политичкој сцени Катарина је играла значајну улогу као посредник у Рату за баварско наслеђе (1778—1779) између Пруске и Аустрије. Године 1780. поставила је групу предвиђену да брани неутралне доставе против Велике Британије током Америчке револуције.
Катарина је пристала на трговачки уговор са Великом Британијом 1766. године, али није успела да постигне потпуни војни савез. Иако је видела предности у пријатељским односима са Британцима, била је опрезна у погледу повећања моћи Британије након њене потпуне победе у Седмогодишњем рату, који је угрозио европску равнотежу снага.
Од 1788. до 1790, Русија је била у рату са Шведском, који је водио Катаринин рођак, шведски краљ. Густав III је започео рат да би преузео балтичке територије које је изгубио од Русије 1720. године. Очекујући да лако савладају Русе, Швеђани су се суочили са великим људским и територијалним губицима. Пошто је Данска објавила рат 1789, ствари на Шведској страни су изгледале лоше. Ипак, 1790. Швеђани су организовали контраофанзиву. Ово је кулминирало Битком код Свенсксуда (данашњи Руотсинсалми у Финској), 9. и 10. јула 1790. године. Руска морнарица предвођена кнезом Насаом, имала је 32 већа и 200 мањих борбених бродова, 1200 топова и 14.000 људи. Швеђани, којима су командовали Густав и пуковник Карл Олаф Кронстед, су имали 200 мањих и већих бродова, 1.000 топова и 12.500 људи. Руски бродови су имали проблем са навођењем топова у тешким водама, који укотвљени Швеђани нису имали. На крају битке, Русија је изгубила 50 до 60 бродова и 9.500 људи. Швеђани су изгубили 6 бродова и између 6 и 7 хиљада људи. Мир је потписан 14. августа, враћајући све освојене територије одговарајућим нацијама, и трајао је 20 година.
Током своје владавине, Катарина је проширила границе Руског царства за око 520.000 km2 (200.000 sq mi), придодајући Новорусију, Крим, Северни Кавказ, десну Украјину, Белу Русију, Литванију и Курландију на рачун, углавном, две конкурентсле силе — Османског царства и Пољско-литванске заједнице.

### Руско-турски рат
Петар Велики је стекао упориште на југу, на ивици Црног мора, током похода на Азов . Катарина је завршила освајање југа, чиме је Русија постала доминантна сила на Балкану након руско-турског рата 1768–1774 . Русија је нанела неке од најтежих пораза које је икада претрпело Османско царство, укључујући битку код Чесме (5–7. јула 1770) и битку код Кагула (21. јул 1770). Године 1769., у последњем великом нападу Кримског каната и Ногајске хорде, који је опустошио територије под руском контролом у Украјини, заробљено је до 20.000 робова.
Руске победе су омогућиле земљи приступ Црном мору и Катарининој власти могућност да инкорпорира данашњу јужну Украјину, где су Руси основали нове градове Одесу, Николајев, Јекатеринослав (буквално: „Слава Катарине“, данас Дњепар) и Херсон. Кучуккаинарџијским миром, потписаним 10. јула 1774. године, Русима су дате територије Азов, Керч, Јеникале, Кинбурн и мали појас црноморске обале између река Дњепар и Буг  Уговор је такође уклонио ограничења руског поморског и комерцијалног саобраћаја у Азовском мору, Русији дао положај заштитника православних хришћана у Отоманском царству и учинио Крим протекторатом Русије.
Године 1770. Државни савет Русије је објавио политику у корист евентуалне независности Крима. Катарина је именовала Шахин Гираја, вођу кримских Татара, да буде на челу кримске државе и да одржава пријатељске односе са Русијом. Његов период владавине показао се разочаравајућим након узастопних напора да подупре своју власт војном силом и новчаном помоћи. Коначно, Катарина је анектирала Крим 1783. године. Палата Кримског каната прешла је у руке Руса. Године 1787. Катарина је водила тријумфалну поворку на Криму, што је утицало да се изазове следећи руско-турски рат.
Османлије су поново започеле непријатељства са Русијом у руско-турском рату 1787–1792 . Овај рат је био још једна катастрофа за Османлије, окончан је Јасијским уговором (1792), који је легитимисао руско право на полуострво Крим и Русији доделио област Једисана.

### Руско-персијски рат
У Георгијевском уговору (1783), Русија је пристала да заштити Грузију од било каквих нових инвазија и даљих политичких тежњи њихових персијских сузерена. Катарина је повела нови рат против Персије 1796. након што су Персијанци, под новим краљем Ага Мохамедом Каном, поново напали Грузију и успоставили своју власт 1795. године, протеравши новоосноване руске гарнизоне на Кавказу. Међутим, крајњи циљ руске владе био је да свргне антируског шаха (краља) и да га замени његовим полубратом Мортезом Коли Кана, који је пребегао у Русију и имао је проруске ставове.
Очекивало се да ће руски корпус од 13.000 војника предводити искусни генерал Иван Гудович, али је царица послушала савет свог љубавника, кнеза Зубова, и поверила команду његовом младом брату, грофу Валеријану Зубову . Руске трупе су кренуле из Кизљара у априлу 1796. и 10. маја јуришале на кључну тврђаву Дербент . Догађај је величао дворски песник Державин у својој оди; касније је огорчено коментарисао Зубовљев неславни повратак са експедиције у другој чувеној песми.
До средине јуна 1796, Зубовљеве трупе су лако преплавиле већину територије данашњег Азербејџана, укључујући три главна града — Баку, Шемаху и Ганџу. До новембра су били стационирани на ушћу река Аракс и Кура, спремни да нападну копнени део Ирана. Овог месеца Катарина је умрла, а њен син и наследник Павле I, који је мрзео што Зубови имају другачије планове за војску, наредио је трупама да се повуку у Русију. Овај преокрет је изазвао фрустрацију и непријатељство моћних Зубова и других официра који су учествовали у походу; многи од њих би били међу завереницима који су договорили Павлово убиство пет година касније.

### Односи са Западном Европом
Катарина је жудела за признањем као просвећени суверен. Одбила је војводство Холштајн-Готорп, које је имало луке на обали Атлантског океана и уздржало се од стационирања руске војске у Немачкој. Уместо тога, она је била утемељитељ руске улоге, какву је Британија касније играла током већег дела 19. и раног 20. века, као међународни посредник у споровима који су могли, или јесу, довели до рата. Била је посредник у рату за баварско наслеђе (1778–1779) између немачких држава Пруске и Аустрије. Године 1780. основала је Лигу оружане неутралности, дизајнирану да одбрани неутрални брод од претреса британске краљевске морнарице током Америчког рата за независност.
Од 1788. до 1790. Русија је водила рат против Шведске који је подстакао Катаринин рођак, шведски краљ Густав III, који је очекивао да ће прегазити руске армије које су још увек биле у рату против Османлија и надао се да ће директно ударити на Санкт Петербург. Али руска Балтичка флота је зауставила краљевску шведску морнарицу у бици код Хогланда (јула 1788), а шведска војска није успела да напредује. Данска је објавила рат Шведској 1788. Након одлучујућег пораза руске флоте у бици код Свенсксунда 1790. године, стране су потписале Уговор из Варале (14. августа 1790.), враћајући све освојене територије њиховим власницима и потврђујући абоски мир. Русија је требало да заустави свако мешање у унутрашње ствари Шведске. Густаву III су плаћене велике суме и мир је наступио на 20 година чак и упркос атентату на Густава III 1792.

### Поделе Пољско-литванског комонвелта
Катарина је 1764. на пољски престо поставила свог бившег љубавника Станислава Августа Поњатовског . Иако је идеја о подели Пољске потекла од Фридриха II Пруског, Катарина је преузела водећу улогу у овом питању 1790-их. Године 1768. формално је постала заштитник политичких права дисидената и сељака Пољско-литванске заједнице, што је изазвало антируски устанак у Пољској, Конфедерација из Барае (1768–1772), коју је подржала Француска. Након што су побуњеници, француски и европски добровољци и савезничко Отоманско царство били поражени, успоставила је у Комонвелту систем власти који је у потпуности контролисало Руско царство преко Сталног савета, под надзором амбасадора и изасланика.
У страху да би мајски устав Пољске (1791) могао довести до поновног оживљавања моћи Пољско-литванске заједнице и да би растући демократски покрети унутар Комонвелта могли постати претња европским монархијама, Катарина је одлучила да се уздржи од своје планиране интервенције у Француској и да уместо тога интервенише у Пољској. Она је пружила подршку пољској антиреформској групи познатој као трговичка конфедерација. После пораза пољских лојалистичких снага у Пољско-руском рату 1792. и у устанку Костјушко (1794), Русија је завршила поделу Пољске, поделивши сву преосталу територију Комонвелта са Пруском и Аустријом (1795).

### Односи са Кином
Кинески цар Ћианлонг био је посвећен експанзионистичкој политици у централној Азији и видео је Руско царство као потенцијалног ривала, што је стварало тешке и непријатељске односе између Пекинга и Санкт Петербурга. Године 1762. једнострано је укинуо Кјахтски споразум, који је регулисао караванску трговину између две империје. Други извор напетости био је талас џунгарских монголских бегунаца из кинеске државе који су се склонили код Руса.
Геноцид над Џунгарима који је починила држава Ћинг натерао је многе Џунгаре да потраже уточиште у Руској империји, а то је био и један од разлога за укидање споразума из Кјахте. Катарина је приметила да је кинески цар непријатан и арогантан сусед, једном рекавши: „Нећу умрети док не протерам Турке из Европе, потиснем понос Кине и успоставим трговину са Индијом“. У писму барону де Гриму из 1790. написаном на француском, она је цара Ћианлонга назвала mon voisin chinois aux petits yeux („моја кинеска комшиница са малим очима“).

### Односи са Јапаном
На Далеком истоку, Руси су постали активни у лову крзна на Камчатки и Курилским острвима. Ово је подстакло интересовање Русије за отварање трговине са Јапаном на југу ради снабдевања потребштинама и храном. Године 1783. олује су истерале јапанског поморског капетана, Даикокуја Кодају, на обалу Алеутских острва, у то време руске територије. Руске локалне власти су помогле његовим људима, а руска влада је одлучила да га ангажује као трговинског изасланика. Дана 28. јуна 1791. Катарина је направила Даикокуји аудијенцију у Царском Селу. Након тога, 1792. године, руска влада је послала трговинску мисију у Јапан, коју је водио Адам Лаксман. Токугава шогунат је примио мисију, али су преговори пропали.

### Оцена спољне политике
Николај I, њен унук, оценио је спољну политику Катарине Велике као непоштену. Катарина није успела да постигне ниједан од почетних циљева које је поставила. Њеној спољној политици је недостајала дугорочна стратегија и од самог почетка је правила низ грешака. Изгубила је велике територије руског протектората Комонвелта Пољске и Литваније и препустила своје територије Пруској и Аустрији. Комонвелт је постао руски протекторат од владавине Петра I, али се он није мешао у проблем политичких слобода дисидената који се залажу само за своје верске слободе. Катарина јесте претворила Русију у глобалну велику силу, не само европску, већ са сасвим другачијом репутацијом од онога што је првобитно планирала. Глобална трговина руским природним ресурсима и руским житом изазвала је глад, гладовање и страх од глади у Русији. Њена династија је изгубила власт због тога и због рата са Аустријом и Немачком, рат какав није био могућ без Катарининих спољнополитичких одлука и курса.

## Унутрашња политика
На почетку своје владавине Катарина је кренула у провођење опште политичке реформе, руководећи се идејама Просветитељства. Спроведене су реформе Сената (1763), секуларизација црквених добара (1764) и припремљена је промена закона. Оформљен је сазив законодавне комисије у којој су били заступљени сви слојеви друштва, осим зависног сељаштва, али је комисија распуштена пре него што је почела да ради, на шта је вероватно имао утицај устанак под вођством Јемељана Ивановича Пугачева (1773—1774).
Катарина је реорганизовала руску провинцијалну администрацију, дајући влади већу контролу над сеоским подручјима услед сеоских буна. Овај процес је завршен 1775. Реформа је оформила провинције и дистрикте који су били лакши за управљање од стране владе. Хиљаду седамсто осамдесетпете године Катарина је издала проглас којим је дозвољено народу да користи престо као законско тело, ослобађа господство од државне службе и пореза, господске титуле чини наследним, и даје господству пуну контролу над њиховим кметовима и земљом. Додатно, Катарина је дала земљу у Украјини омиљеној господи и доделила им кметове. Охрабривала је колонијализацију Аљаске и других покорених територија.
Катарина је спроводила утицај запада на Русију. Ипак, за разлику од Петра Великог, обуздала је силу и усредсредила се на провођење индивидуалних акција. Њене реформе су стигле и даље након што је неуспешни устанак Јемељана Пугачева потресао Источну Русију. Као резултат, Катарина је остварила неколико драстичних реформи унутар руског друштва. Прво, успоставила је Слободно економско друштво, 1765, да би охрабрила модернизацију пољопривреде и индустрије. Друго, охрабривала је стране инвестиције намењене неразвијеним подручјима. Треће, ослабила је цензорски закон и подржала образовање господства и средње класе.
Њен ађутант у периоду 1777-1778 био је Србин Семјон Зорић (1743—1799).

### Економија и финансије
Руски економски развој био је знатно испод стандарда у западној Европи. Историчар Франсоа Крузе пише да Русија под Катарином:
није имала ни слободно сељаштво, ни значајну средњу класу, ни правне норме наклоњене ка приватном предузетништву. Ипак, дошло је до почетка индустрије, углавном текстилне у околини Москве и рада железара на Уралским планинама, са радном снагом сачињене углавном од везаних кметова.
Катарина је наметнула свеобухватан систем државне регулације активности трговаца. Та акција је донеланеуспех јер је сузила и гушила предузетништво и није награђивала економски развој. Имала је више успеха када је снажно подстицала миграцију Немаца са Волге, фармера из Немачке који су се населили углавном у региону долине реке Волге. Они су заиста помогли у модернизацији сектора који је потпуно доминирао руском економијом. Увели су бројне новине у производњи пшенице и млевењу брашна, култури дувана, овчарству и малој производњи.
Године 1768. Асигнациона банка је добила задатак да изда први државни папирни новац. Отворен је у Санкт Петербургу и Москви 1769. године. Неколико филијала банака је касније основано у другим градовима, названим државним градовима. Папирне новчанице су издаване уз исплату сличних сума у бакарном новцу. Појава ових асигнацијских рубаља била је неопходна због велике државне потрошње на војне потребе, што је довело до несташице сребра у благајни (трансакције, посебно у спољној трговини, обављале су се готово искључиво сребрним и златницима). Асигнацијске рубље кружиле су равноправно са сребрном рубљом; био је у току тржишни курс за ове две валуте. Употреба ових белешки настављена је до 1849.
Катарина је посветила велику пажњу финансијској реформи и у великој мери се ослањала на савете кнеза А. А. Вјаземског. Она је открила да реформа по комадима није функционисала лоше јер није постојао општи поглед на свеобухватан државни буџет. Новац је био потребан за ратове и захтевао је одбацивање старих финансијских институција. Кључни принцип су биле одговорности дефинисане функцијом. Установљен је Основним законом од 7. новембра 1775. године. Канцеларија за државне приходе Вјаземског преузела је централизовану контролу и до 1781. године влада је поседовала своју прву апроксимацију државног буџета.

### Здравство
Катрина је јавно здравље поставила као приоритет. Искористила је идеје друштвене теорије немачког камерализма и француске физиократије, као и руске преседане и експерименте као што су домови за незбринуту децу. Године 1764. покренула је Московски дом за проналаске и болницу за лежање. Године 1763. отворила је Павлову болницу, познату и као Павловска болница. Натерала је владу да прикупи и објави виталне статистике. Године 1762. позвао је војску да унапреди своје медицинске услуге. Основала је централизовану медицинску администрацију задужену за покретање енергичне здравствене политике. Катрина је одлучила да се вакцинише против малих богиња од стране Томаса Димсдејла, британског лекара. Иако се то сматрало контроверзном методом у то време, она је успела. Касније је вакцинисан и њен син Павел.
Катарина је тада покушала да рашири вакцинацију широм свог царства и тада је изјавила: „Мој циљ је био, својим примером, да спасем од смрти мноштво мојих поданика који су, не знајући вредност ове технике, и уплашени је, били остављени у опасности“. До 1800. отприлике 2 милион вакцинација (скоро 6% становништва) обављено је у Руској империји. Историчари сматрају њене напоре успешним.

### Кметови
Према попису становништва од 1754. до 1762. године, Катарина је поседовала 500.000 кметова. Још 2.8 милиона припадало је руској држави.
У време Катарине владавине, властелински племићки слој поседовао је кметове, који су били везани за земљу коју су обрађивали. Деца кметова су рођена у кметству и радила су на истој земљи коју су обрађивали и њихови родитељи. И пре владавине Катарине, кметови су имали врло ограничена права, али нису баш били робови. Иако им држава технички није дозвољавала да поседују имовину, неки кметови су били у стању да акумулирају довољно богатства да плате за своју слободу. Разумевање закона у царској Русији од стране свих делова друштва често је било слабо, закон је збуњивао слојеве друштва или га уопште нису разумели, посебно у провинцијама у којима је живела већина кметова. Због тога су неки кметови могли да раде ствари као што су гомилање богатства. Да би постали кметови, људи су уступили своје слободе земљопоседнику у замену за њихову заштиту и подршку у тешким временима. Поред тога, они су добијали земљу да обрађују, али су били опорезовани одређеним процентом својих усева да би их дали својим земљопоседницима. То су биле привилегије на које је кмет имао право и које су племићи били дужни да извршавају. Све је то било тачно пре Катарине владавине, а то је систем који је наследила.
Катарина је покренула неке промене у кметству. Ако племић није испунио своју страну договора, кметови су могли да поднесу жалбе против њега пратећи одговарајуће законе. Катарина им је донела ово ново право, али више нису могли да јој се обраћају директно. То је учинила јер није хтела да јој смета сељаштво, али није хтела да им да повода за побуну. Овим чином дала је кметовима легитиман бирократски статус који им је раније недостајао. Неки кметови су могли да искористе свој нови статус у своју корист. На пример, кметови су могли да поднесу захтев за ослобођење ако су били у илегалном власништву, а људима који нису били племићи није било дозвољено да поседују кметове. Неки кметови су се пријављивали за слободу и њихови захтеви су били услишени. Осим тога, неки гувернери су слушали жалбе кметова и кажњених племића, али то никако није било универзално.
Осим ових, права кмета су била веома ограничена. Власник земље је могао да казни своје кметове по свом нахођењу, а под Катарином Великом стекао је могућност да своје кметове осуђује на принудни рад у Сибиру, казну која је иначе резервисана за осуђене злочинце. Једино што племић није могао учинити својим кметовима било је да их убије. Живот кмета припадао је држави. Историјски гледано, када су се кметови суочавали са проблемима које нису могли сами да реше (као што су насилни господари), они су се често обраћали аутократи, и наставили да то чине током Катарине владавине, али је она потписала закон који је то забрањивао. Иако није желела да директно комуницира са кметовима, ипак је направила неке мере за побољшање њихових класних услова као и за смањење величине кметства. На пример, предузела је акције да ограничи број нових кметова; елиминисала је многе начине на који су људи постајали кметови, што је кулминирало манифестом од 17. марта 1775. године, који је забрањивао кмета који је једном био ослобођен да поново постане кмет.
Док су већина кметова били земљорадници везани за земљу, племић је могао послати своје кметове да изуче занат или да се школују, као и да их запошљавају у предузећима која су исплаћивала плате. То се чешће дешавало за време Катарине владавине због нових школа које је основала. Само на тај начин – осим регрутације у војску – кмет је могао да напусти имање за које је био одговоран, али је то коришћено за продају кметова људима који нису могли да их поседују легално због одсуства племства у иностранству.
Став кметова према Катарини је био позитиван. Међутим, ако је царичина политика била превише екстремна или превише ненаклоњена, она се није сматрала правом царицом. У овим случајевима било је потребно ову „лажну“ царицу заменити „правом“ царицом, ма ко она била. Пошто кметови нису имали политичку моћ, бунили су се да би пренели своју поруку. Међутим, обично, ако се кметовима није допадала политика царице, они су племиће видели као покварене и зле, спречавајући народ Русије да комуницирају са добронамерном царицом и погрешно тумачећи њене уредбе. Међутим, они су већ били сумњичави према Катарини по њеном уступању јер је поништила акт Петра III који је суштински ослободио кметове који припадају православној цркви. Наравно, кметовима се није допало када је Катарина покушала да им одузме право да јој упућују молбе јер су се осећали као да је прекинула њихову везу са аутократом и њихову моћ да јој се обраћају. Далеко од престонице, многи кметови су били збуњени око околности које су Катарину довеле на престо.
Сељаци су били незадовољни и због многих других фактора, укључујући пропадање усева и епидемије, посебно су били незадовољни током велике епидемије 1771. године . Племићи су наметали строжију владавину него икада, смањујући земљу сваког кмета и ограничавајући њихове слободе, почев од 1767. Њихово незадовољство довело је до распрострањених избијања насиља и нереда током Пугачовљевог устанака 1774. Кметови су вероватно следили некога ко се претварао да је права царица због осећаја неповезаности са Катарином и њеном политиком која је оснаживала племиће, али ово није био први пут да су следили претендента под Катаринином владавином. Пугачов је правио приче о себи како се понашао како треба да прави цар, помаже обичан народ, слуша њихове проблеме, моли се за њих и уопште се понаша као светац, и то је помогло да се сељаци и кметови, са њиховим веома конзервативним вредностима, окупе у његов табор. Побуна је на крају пропала и у ствари се изјаловила јер је Катарина била одгурнута од идеје о ослобођењу кметова након насилног устанка. Под Катаринином влашћу, упркос њеним просвећеним идеалима, кметови су углавном били несрећни и незадовољни.

### Образовање
Кaтарини су западноевропске филозофије и култура биле блиске, и желела је да се окружи  истомишљеницима у Русији. Веровала је да би се могла створити „нова врста личности“ увођењем руске деце у систем европског образовања. Катарина је веровала да образовање може да промени срца и умове руског народа и да их одврати од стања заосталости. То је значило развој појединаца и интелектуално и морално, пружање знања и вештина, и неговање осећаја грађанске одговорности. Њен циљ је био да модернизује образовање широм Русије.
Катарина је именовала Ивана Бетскоја за свог саветника за образовна питања. Преко њега је прикупљала информације из Русије и других земаља о образовним институцијама.  Консултовала је британске пионире образовања, посебно пречасног Данијела Думареска и др Џона Брауна. Године 1764. послала је Думареска да дође у Русију и потом га именовала у претходно формирану просветну комисију. Комисија је проучавала реформске пројекте које је претходно поставио И. И, Шувалов за време Елизабете и Петра III. Они су поднели препоруке за успостављање општег система образовања за све руске православне поданике од 5 до 18 година, искључујући кметове. Међутим, ни по једној препоруци комисије није предузето ништа због позивања Законодавне комисије. У јулу 1765, Думареск је писао др Џону Брауну о проблемима комисије и добио је дугачак одговор који је садржао веома опште и опширне предлоге за образовне и друштвене реформе у Русији. Др Браун је тврдио да у демократској земљи образовање треба да буде под контролом државе и засновано на образовном кодексу. Такође је ставио велики нагласак на „правилно и делотворно образовање женског пола“; две године раније, Катарина је задужила Ивана Бецкоја да изради Општи програм за образовање младих оба пола. Овај рад је нагласио неговање стварања 'нове врсте људи' одгајаних у изолацији од штетног утицаја заостале руске средине. Оснивање Московског дома за незбринуту децу био је први покушај да се тај циљ оствари. Дому је имао циљ да прихвата сиромашну и ванбрачну деце те да их образује на било који начин који држава сматра одговарајућим. Пошто Московски дом није основан као институција коју финансира држава, представљао је прилику за експериментисање са новим образовним теоријама. Међутим, Дом је био неуспешан, углавном због изузетно високе стопе смртности, што је спречило циљ да се бројна деца развију у просветљене лојалне грађане какве је држава желела.
Недуго након оснивања московског Дома за незбринуту децу, на подстицај свог фактотума, Ивана Бецкога, написала је приручник за образовање мале деце, полазећи од идеја Џона Лока, и основала је чувени Смољни институт 1764. године, први те врсте. у Русији. Институт је у почетку примао само младе девојке из реда племићке елите, да би на крају почео да прима и девојке рођене у породицама које су припадале ситном племству. Девојке које су похађале Институт Смољни, назване смољнаке, често су биле оптуживане да не знају све што се дешавало у свету ван зидова зграда Смољног, у оквиру којих су стицале знање француског, музике и плеса, уз потпуну страхопоштовање према монарху. Централно место у филозофији педагогије института било је строго спровођење дисциплине. Трчање и игре су били забрањени, а зграда је била посебно хладна јер се веровало да је превише топлоте штетно за тело у развоју, као и прекомерна игра.
Од 1768. до 1774. године није постигнут напредак у успостављању националног школског система. Међутим, Катарина је наставила да истражује педагошке принципе и праксу других земаља и извршила многе друге образовне реформе, укључујући ремонт кадетског корпуса 1766. Корпус је тада почео да узима децу од малих ногу и да их образује до 21. године, са проширеним наставним планом и програмом који је укључивао науке, филозофију, етику, историју и међународно право. Ове реформе у Кадетском корпусу утицале су на наставне планове Поморског кадетског корпуса и Инжињеријске и артиљеријске школе. Након рата и пораза од Пугачова, Катарина је поставила обавезу оснивања школа у губернији — покрајинској подјединици Руског царства којом је управљао гувернер — у одборе за социјално старање.
До 1782. Катарина је организовала још једну саветодавну комисију да прегледа информације које је прикупила о образовним системима бројних различитих земаља. Један систем који се посебно истакао произвео је математичар Франц Аепинус. Он се снажно залагао за усвајање аустријског тростепеног модела тривијалних, правих и нормалних школа на нивоу села, града и покрајинских престоница.
Поред саветодавне комисије, Катарина је основала Комисију националних школа под вођством Петра Завадовског. Ова комисија је била задужена за организовање националне мреже школа, као и за обуку наставника и прављење уџбеника. Дана 5. августа 1786. године донесен је Руски статут народног образовања. Статут је успоставио двостепену мрежу гимназија и основних школа у престоницама губернија које су биле бесплатне, отворене за све бесплатне разреде (не за кметове) и са заједничким образовањем. Такође је детаљно прописивао предмете који ће се предавати у сваком узрасту и начин наставе. Поред тога што је комисија превела уџбенике, наставницима је достављен „Водич за учитеље“. Овај рад, подељен у четири дела, бавио се наставним методама, предметом, понашањем наставника и школском администрацијом.
Упркос овим напорима, каснији историчари 19. века углавном су били критични. Неки су тврдили да Катарина није обезбедила довољно новчаних средстава потребних за успостављање свог новог образовног програма. Две године након спровођења Катарининог програма, члан Националне комисије извршио је инспекцију успостављених институција. Широм Русије, инспектори су наишли на неједнак одговор. Иако је племство давало значајне своте новца за ове установе, оно је радије слало сопствену децу у приватне, престижне установе. Такође, мештани су се окретали против млађих школа и њихових педагошких методе. Ипак, до краја Катаринине владавине, око 62.000 ученика школовало се у око 549 државних институција. Иако је то значило значајно побољшање, радило се о малом броју, у поређењу са величином руског становништва.

### Црквени односи
Катаринина окренутост ка свему руском (укључујући и православље), можда је подстакло њену личну равнодушност према религији. Национализовала је сву црквену земљу да би платила своје ратове, увелико је испразнила манастире и приморала већину преосталих свештеника да преживе као земљорадници или од накнада за крштења и друге службе. Врло мало припадника племства је улазило у цркву, која је постала још мање важна него што је била. Није дозволила неистомишљеницима да граде капеле, а сузбила је верско неслагање након почетка Француске револуције.
У много чему, Православна црква није прошла ништа боље од других религија током владавине Катарине. Под њеним вођством довршила је оно што је Петар III започео. Црквено земљиште је експроприсано, а буџет и манастира и епископија контролисао је  колегијум (ру. Ревизион-коллегия). Државне задужбине су замениле приходе од приватног земљишта. Задужбине су добијале много мање од првобитно предвиђеног износа. Затворила је 569 од 954 манастира, од којих је само 161 добио државни новац. Враћено је само 400.000 рубаља црквеног богатства. Док су друге религије (као што је ислам) добијале позиве за учешће у законодавној комисији, православно свештенство није добило ниједно место. Њихово место у влади је било строго ограничено током година Катаринине владавине. Године 1762, да би помогла да се поправи јаз између православне цркве и секте која је себе називала староверцима, Катарина је донела акт који је староверцима омогућио да отворено практикују своју веру без мешања државе. Док је тврдила да је верска толеранција, намеравала је да позове староверце у званичну цркву. Они су одбили да се повинују и 1764. године је протерала преко 20.000 старовераца у Сибир. У каснијим годинама, Катарина је променила свој став. Староверцима је било дозвољено да заузимају изборне општинске функције након повеље из 1785. године, а обећала је верску слободу онима који желе да се населе у Русији. Веронаука је била строго ревидирана. У почетку је покушала да ревидира свештеничке студије, предлажући реформу верских школа. Ова реформа никада није напредовала даље од фаза планирања. До 1786. Катарина је искључила све програме религијских и свештеничких студија из лаичког образовања. Одвајајући јавне интересе од интереса цркве, Катарина је започела секуларизацију свакодневног живота у Русији. Она је трансформисала свештенство из групе која је имала велику моћ над руском владом и њеним народом у сегрегирану заједницу која је била приморана да зависи од државе.
Међутим, у складу са својом анти-отоманском политиком, Катарина је промовисала заштиту и неговање хришћана под турском влашћу. Ставила је строге мере на католике (указ од 23. фебруара 1769), углавном Пољаке, и покушала да успостави и прошири државну контролу над њима, након поделе Пољске. На пример, иако је католичким парохијама било дозвољено да задрже своју имовину и богослужење, папски надзор над парохијама био је ограничен само на теологију. Уместо тога, Катарина је именовала католичког бискупа (касније је тај положај подигао до надбискупа) Мохиљевског да управља свим католичким црквама на њеној територији. Ипак, Катаринина Русија је пружила азил и базу за прегруписавање језуитима након потискивања језуита у већем делу Европе 1773.
Катарина је током своје владавине имала много различитих приступа исламу. Избегавала је силу и покушавала да убеди (и новац) да интегрише муслиманске области у своје царство. Између 1762. и 1773. муслиманима је било забрањено да поседују било какве православне кметове. Они су новчаним подстицајима били притиснути да пређу у православље. Катарина је обећала више кметова свих вероисповести, као и амнестију за осуђене, ако муслимани одлуче да пређу на православље. Међутим, Законодавна комисија из 1767. понудила је неколико места људима који исповедају исламску веру. Ова комисија је обећала да ће заштитити њихова верска права, али то није учинила. Царица је настојала да асимилује ислам у државу радије него да га елиминише, када је негодовање јавности постало превише ометајуће. Након Едикта „Толеранција свих вера“ из 1773. године, муслиманима је било дозвољено да граде џамије и практикују све своје традиције, а најочигледнија од њих је ходочашће у Меку, које је раније било недозвољено. Катарина је створила Оренбуршку муслиманску духовну скупштину да би помогла у регулисању региона насељених муслиманима, као и да регулише упутства и идеале мула. Позиције у Скупштини постављале су и плаћале Катарина и њена влада као начин регулисања верских послова. Она је 1785. одобрила субвенционисање изградње нових џамија и нових градских насеља за муслимане. Ово је био још један покушај организовања и пасивне контроле спољних рубова њене земље. Градећи нова насеља са џамијама у њима, Катарина је покушала да трајно настани многе номадске скупине који су лутали јужном Русијом. Године 1786. асимиловала је исламске школе у руски систем јавних школа према владиној регулативи. План је био још један покушај да се номадски народ натера да се населе. Ово је омогућило руској влади да контролише више људи, посебно оних који раније нису потпадали под јурисдикцију руског закона.
Русија је често третирала јудаизам као засебан ентитет, где су Јевреји одржавани са посебним правним и бирократским системом. Иако је влада знала да јудаизам постоји, Катарина и њени саветници нису имали праву дефиницију шта је Јеврејин јер је тај израз значио много ствари током њене владавине. Јудаизам је био мала, ако не и непостојећа религија у Русији до 1772. године. Када је Катарина пристала на прву поделу Пољске, велики нови јеврејски елемент је третиран као посебан народ, дефинисан њиховом религијом. Катарина је одвојила Јевреје од православног друштва, ограничивши их на живот у западном рубом делу Руске империје  Она је наметнула додатне порезе следбеницима јудаизма; а ако је породица прешла у православље, тај додатни порез се укидао. Јеврејски чланови друштва морали су да плаћају двоструки порез у поређењу са православцима. Преобраћени Јевреји су могли да добију дозволу да уђу у трговачку класу и на фарму као слободни сељаци под руском влашћу.
У покушају да асимилује Јевреје у руску привреду, Катарина их је укључила у складу са правима и законима Повеље о градовима из 1782. Православни Руси нису волели укључивање јудаизма, углавном из економских разлога. Катарина је покушавала да држи Јевреје подаље од одређених економских сфера, чак и под маском једнакости; 1790. забранила је Московљанима Јеврејима да буду припадници средње класе.
Катарина је 1785. прогласила Јевреје званично странцима, са правима странаца. Ово је поново успоставило посебан идентитет који је јудаизам одржавао у Русији у целој јеврејској Хаскали. Катаринин декрет је такође ускратио Јеврејима права православног или натурализованог држављанина Русије. Порези су се 1794. поново удвостручили за људе јеврејског порекла, а Катарина је званично изјавила да Јевреји немају никакве везе са Русима.

## Уметност и култура
Катарина је била покровитељ уметности, књижевности и образовања. Музеј Ермитаж, који заузима цео Зимски дворац, започет је као Катаринина лична колекција. Царица је била велики љубитељ уметности и књига, па је 1770. године наредила изградњу Ермитажа за смештај њене све веће колекције слика, скулптура и књига. До 1790. године Ермитаж је био простор у којем се нашло 38.000 књига, 10.000 драгуља и 10.000 цртежа. Два крила била су посвећена њеним збиркама „занимљивости”.
Наредила је садњу прве „енглеске баште“ у Царском Селу у мају 1770. У писму Волтеру 1772. написала је како обожава енглеску башту а мрзи фонтане и да је англоманија  господар њене плантоманије.
Катарина је пратила тренд европске помаме за свим кинеским стварима, и посветила се сакупљању кинеске уметности и куповини порцелана у тадашњем популарном стилу. Између 1762. и 1766. изградила је „Кинеску палату“ у Оранијенбауму која је одражавала кинеазерски стил архитектуре и вртларства. Кинеску палату је дизајнирао италијански архитекта Антонио Риналди који се специјализовао за овај стил. Године 1779. унајмила је шкотског архитекту Чарлса Камерона да изгради кинеско село у Царском селу. Катрина је у почетку покушала да ангажује кинеског архитекту да изгради кинеско село, а када је открила да је то немогуће, одлучила се за Камерона.
Посебно се трудила да у Русију доведе водеће интелектуалце и научнике, а сама је писала своје комедије, белетристике и мемоаре. Радила је са Волтером, Дидроом и Д'Аламбером — свим француским енциклопедистима који су касније учврстили њену позитивну репутацију у својим радовима. Водећи економисти њеног времена, као што су Артур Јанг и Жак Некер, постали су инострани чланови Слободног економског друштва, основаног на њен предлог у Санкт Петербургу 1765. године. У руску престоницу је доводила истакнуте научнике Леонарда Ојлера и Петера Симона Паласа из Берлина и Андерса Јохана Лекела из Шведске.
Катарина је придобила Волтера за подршку својим циљевима и дописивала се са њим 15 година, од њеног приступања на власт до његове смрти 1778. Волтер је хвалио је њена достигнућа, називајући је „Звездом севера“ и „ Семирамидом Русије“ (позивајући се на легендарну вавилонску краљицу, тему о којој је објавио трагедију 1768. године). Иако га никада није срела лицем у лице, горко га је оплакивала када је умро. Од његових наследника набавила је његову збирку књига и уврстила их у Националну библиотеку Русије.
Када је Александар Николајевич Радишчев објавио своје „Путовање од Санкт Петербурга до Москве“ 1790, и упозорења на устанак због неподношљивих социјалних услова међу сељацима који су држани као робље, Катарина га је протерала у Сибир.
Од француског архитекте Валена де ла Мота тражи ново крило Зимског дворца названог Ермитаж. То је дело савршених пропорција у коме је она до краја живота радо проводила своје слободно време са пријатељима. Такође је изградила статуу Петра Великог у Петрограду на којој стоји посвета „Петру Великом, Катарина II“.
Катарина је читала три врсте књига, и то оне за задовољство, оне за информације и оне које су јој пружиле филозофске увиде. У првој категорији читала је романсе и комедије које су биле популарне у то време, од којих су многе критичари и тада и касније сматрали „небитним“. Посебно јој се допао рад немачких стрип писаца као што су Мориц Август фон Тимел и Кристоф Фридрих Николај. У другу категорију спадао је рад Дениса Дидроа, Жака Некера, Јохана Бернхарда Баседова и Жоржа-Луја Леклерка, грофа де Буфона. Она је изразила извесну фрустрацију због радова економиста које је читала због онога што је сматрала њиховим непрактичним теоријама, написавши на маргини једне од Некерових књига да би, да је било могуће решити све економске проблеме државе у једном дану, то учинила одавно. За информације о одређеним нацијама које су је занимале, читала је Memoirs de Chine, како би сазнала о огромном и богатом кинеском царству које се граничило са њеним царством; Memoires de les Turcs et les Tartares Франсоа Барона де Тота за информације о Османском царству и Кримском канату; књиге Фридриха Великог; и памфлете Бенџамина Френклина који осуђује британску круну да би разумела разлоге избијања америчке револуције. Трећа категорија, филозофска дела, обухвтала је дела Волтера, Фридриха Мелиора, барона фон Грима, Фердинанда Галијанија, Николаса Бодоа и сер Вилијема Блекстона. Што се тиче филозофије, волела је књиге које промовишу оно што се назива „просветитељски деспотизам“, који је прихватила као свој идеал аутократске, али реформистичке владе која је деловала у складу са владавином закона, а не хировима владара, па отуда њено интересовање за Блекстонове правничке коментаре.
У року од неколико месеци од свог ступања на престо 1762, пошто је чула да француска влада прети да ће зауставити објављивање чувене француске Енциклопедије због њеног нерелигиозног духа, Катарина је предложила Дидроу да под њеном заштитом заврши своје велико дело у Русији. Четири године касније, 1766. године, настојала је да у законодавству отелотвори принципе просветитељства које је научила проучавајући француске филозофе. Она је у Москви сазвала Велику комисију — скоро консултативни парламент — састављену од 652 члана свих класа (чиновника, племића, грађанки и сељака) и различитих националности. Комисија је морала да размотри потребе Руског царства и средства за њихово задовољење. Царица је припремила „Упутство за вођење Скупштине“, пљачкајући (како је искрено признала) филозофе западне Европе, посебно Монтескјеа и Чезара Бекарију.
Катарина је почела да издаје законе како би се позабавила неким од трендова модернизације предложених у њеном Наказу. Године 1775. царица је декретом донела Статут за управу провинција Руског царства. Статут је настојао да ефикасно управља Русијом повећањем становништва и поделом земље на покрајине и округе. До краја њене владавине створено је 50 провинција и скоро 500 округа, именовани су владини званичници који су имали више него дупло већи број, а потрошња на локалну управу се повећала шест пута. Године 1785, Катарина је племству доделила Повељу племству, повећавајући моћ олигарха. Племићи у сваком округу бирали су маршала племства, који је у њихово име говорио монарху о питањима која су их занимала, углавном економским. Исте године Катарина је издала Повељу о градовима, која је све људе поделила у шест група као начин да се ограничи власт племића и створи средњи сталеж. Катарина је такође издала Законик о трговачкој пловидби и Законик о трговини сољу из 1781. године, Уредбу полиције из 1782. и Статут народне просвете из 1786. године. Године 1777, царица је Волтеру описала своје правне иновације у заосталој Русији као напредак „мало по мало“.
Током Катаринине владавине, Руси су примали и проучавали класичне и европске утицаје који су инспирисали руско просветитељство. Гаврила Державин, Денис Фонвизин и Иполит Богданович поставили су темеље за велике писце 19. века, посебно за Александра Пушкина. Катарина је постала велики покровитељ руске опере. Александар Радишчев је објавио своје Путовање од Санкт Петербурга до Москве 1790. године, убрзо након почетка Француске револуције. Упозоравао је на побуне у Русији због жалосних друштвених услова кметова. Катарина је одлучила да дело промовише опасан отров Француске револуције. Она је спалила књигу, а аутора протерала у Сибир.

Катарина је такође примила Елизабет Виже-Лебран у својој резиденцији Царско Село у Санкт Петербургу. Виже-Левран је насликала њен портрет, непосредно пре смрти. Француска сликарка је сликовито описала царицу у својим мемоарима:
...Призор ове славне жене ме је толико импресионирао да нисам могла ни о чему да мислим: могла сам само да буљим у њу. Прво сам била веома изненађен њеним малим растом; Замишљала сам је да је веома велика, велика као и њена слава. Била је и веома дебела, али јој је лице и даље било лепо, а своју седу косу је подигла и савршено је уоквирила. Њена генијалност као да је почивала на њеном челу, које је било и високо и широко. Очи су јој биле меке и осетљиве, нос прилично грчки, имала је изражајне црте лица. Одмах ми се обратила гласом пуним слаткоће, макар мало грленог: „Драго ми је што вас могу дочекати овде, госпођо, ваша репутација је чувена. Веома волим уметност, посебно сликарство. Нисам познавалац, али Ја сам велики љубитељ уметности."
Мадам Виже-Левран такође описује царицу на свечаности:
Двострука врата су се отворила и појавила се царица. Рекао сам да је била прилично мала, а ипак у данима када се појављивала у јавности, уздигнуте главе, њеног орловског погледа и лица навикнутог да командује, све јој је то давало такав ореол величанства да је за мене можда била Краљица света; носила је португалски орден, а њен костим је био и једноставан и краљевски; састојала се од тунике од муслина везене златом закопчане дијамантским каишем, а пуни рукави су били пресавијени у азијском стилу. Преко ове тунике носила је долман од црвеног сомота са врло кратким рукавима. Шешир који је држао њену седу косу није био украшен тракама, али пак са најлепшим дијамантима.

## Лични живот
Прво дете јој је био син, Павле Петрович (1754), кога није много волела. Могуће је да му је отац био Петар, али и неки од Катарининих љубавника, вероватно Сергеј Салтиков. Други син јој је био Алексеј Бобрински (1762), чији је отац био Григориј Орлов. Имала је и две кћери; велику књегињу Ану Петровну (1757—1759) и Јелисавету Тјомкину (1775). Сматра се да је Анин отац Станислав Поњатовски, а Јелисаветин Григориј Потемкин. Павле ју је наследио на трону као Павле I Петрович. Сахрањена је поред Петра III у Петропавловској тврђави у Санкт Петербургу.
Катарина је током своје дуге владавине имала многе љубавнике, често их је уздизала на високе положаје све док су радили у њеном интересу, а затим их је пензионисала и давала им поклоне у виду кметова и великих имања. Проценат државног новца потрошеног на двор порастао је са 10% 1767. на 11% 1781. године на 14% 1795. године. Катарина је дала 66.000 кметова од 1762. до 1772. године, 202.000 од 1773. до 1793. и 100.000 у једном дану: 18. августа 1795.‍:119 Катарина је куповала подршку бирократије. Године 1767, Катарина је декретом одредила да ће после седам година у једном рангу државни службеници аутоматски бити унапређени без обзира на функцију или заслуге.
Након што је 1776. окончана њена афера са саветником Григоријем Потемкином, он је наводно за њу одабрао кандидата-љубавника који је имао физичку лепоту и менталне способности да је заинтересује (као што су Александар Дмитријев-Мамонов и Николас Александар Сук). Неки од ових мушкараца су је волели заузврат, а она је увек показивала великодушност према њима, чак и након што се афера завршила. Један од њених љубавника, Петар Завадовски, добио је 50.000 рубаља, пензију од 5.000 рубаља и 4.000 сељака у Украјини након што га је отпустила 1777. године. Последњи њен љубавник, Платон Зубов, био је 40 година млађи од ње. Њена сексуална независност довела је до стварања многих легенди о њој.
Катарина је држала свог ванбрачног сина Григорија Орлова (Алексиса Бобринског, касније уздигнутог у титулу грофа Бобринског од стране Павла I) близу Туле, подаље од свог двора.
Прихватање жене владара од стране елите било је више питање у западној Европи него у Русији. Британски амбасадор Џејмс Харис писао је Лондону да Катарина има мушки ум, тврдоглавост у извршењу својих планова као и љубав према ласкању и њеном неодвојивом пратиљи, таштини; непажњу на непријатне, али корисне савете; и склоност сладострасности.
Преписка царице Катарине са Фридрихом II Еугеном, војводом од Виртемберга, (оцем Катаринине снахе Марије Фјодоровне) настала између 1768. и 1795. године, чува се у Државном архиву Штутгарта (Hauptstaatsarchiv Stuttgart) у Штутгарту.

### Поњатовски
Сер Чарлс Ханбери Вилијамс, британски амбасадор у Русији, понудио је Станиславу Поњатовском позицију у амбасади у замену за придобијању Катрине за савезника. Поњатовски је, по мајчиној страни, потицао из породице Чарторијски, истакнутих чланова проруске фракције у Пољској; Поњатовски и Катарина су били осми рођаци, које је два пута смењивао њихов заједнички предак краљ Кристијан I од Данске, на основу порекла Поњатовског по мајци из шкотске куће Стјуарта. Катарина, стара 26 година и већ 10 година удата за тадашњег великог војводу Петра, упознала је 22-годишњег Поњатовског 1755. године, дакле много пре него што је упознала браћу Орлов. Године 1757. Поњатовски је служио у британској војсци током Седмогодишњег рата, чиме је прекинуо блиске односе са Катарином. Имали су ћерку по имену Ана Петровна у децембру 1757. (не треба мешати са великом кнегињом Аном Петровном од Русије, ћерком из другог брака Петра И), иако се она правно сматрала за великог кнеза Петра.
Август III од Пољске је умро 1763. године, па је Пољска морала да изабере новог владара. Катарина је подржала Поњатовског као кандидата да постане следећи краљ. Послала је руску војску у Пољску како би избегла могуће спорове. Русија је напала Пољску 26. августа 1764, претећи борбом и намећући Поњатовског за краља. Поњатовски је прихватио престо и тиме се ставио под Катаринину контролу. Вест о Катаринином плану се проширила, а Фридрих II (други кажу османски султан) ју је упозорио да ће јој се, ако покуша да освоји Пољску удајом за Поњатовског, супротставити цела Европа. Она није имала намеру да се уда за њега, пошто је тада већ родила Орловљево дете и дете великог кнеза Павла.
Пруска (посредством принца Хенрија ), Русија (под Катарином) и Аустрија (под Маријом Терезијом ) почеле су да припремају терен за поделе Пољске. У првој подели, 1772, три силе су поделиле 52.000 km2 (20.000 sq mi). Русија је добила територије источно од линије која је, мање-више, повезивала Рига – Полоцк – Могиљов. У другој подели, 1793. године, Русија је добила највише земље, од западно од Минска скоро до Кијева и низ реку Дњепар, остављајући неке просторе степа на југу испред Очакова, на Црном мору . Каснији устанци у Пољској довели су до треће поделе 1795. године. Пољска је престала да постоји као независна нација све до реконституције након Првог светског рата.

### Орлов
Григориј Орлов, унук побуњеника у устанку Стрелца (1698) против Петра Великог, истакао се у бици код Зорндорфа (25. августа 1758), где је трипут рањен. Он је представљао супротност Петровом пропруском расположењу, са којим се Катарина није слагала. До 1759. он и Катарина су постали љубавници; нико није рекао Катаринином мужу Петру. Катарина је Орлова видела као веома корисног, и он је постао кључан у државном удару 28. јуна 1762. против њеног мужа, али је више волела да остане удова царица Русије него да се уда за било кога. Орлов и његова остала три брата били су награђени титулама, новцем, мачевима и другим поклонима, али Катарина се није удала за Григорија, који се показао неспособним у политици и бескорисним када су га питали за савет. Добио је палату у Санкт Петербургу када је Катарина постала царица. Орлов је умро 1783. године. Њихов син Алексеј Григорович Бобрински (1762–1813) имао је једну ћерку Марију Алексејеву Бобринску (1798–1835), која се 1819. удала за 34-годишњег принца Николаја Сергејевича Гагарина (Лондон, Енглеска, 1784–1818) који је учествовао у Бородинској бици (7. септембра 1812) против Наполеона, а касније је био амбасадор у Торину, главном граду Краљевине Сардиније.

### Потемкин
Григориј Потемкин је учествовао у дворском пучу 1762. Године 1772. Катаринини блиски пријатељи су је обавестили о Орловљевим пословима са другим женама, а она га је отпустила. До зиме 1773. Пугачовљева побуна је почела да прети. Катаринин син Павле је почео да добија подршку; оба догађаја угрозила су њену моћ. Позвала је Потемкина у помоћ — углавном војну — и он јој је постао одан.
Катарина је 1772. писала Потемкину. Неколико дана раније сазнала је за устанак у области Волге. Она је именовала генерала Александра Бибикова да угуши устанак, али јој је био потребан Потемкинов савет о војној стратегији. Потемкин је брзо добио функције и награде. Руски песници су писали о његовим врлинама, двор га је хвалио, страни амбасадори су се борили за његову наклоност, а његова породица се уселила у палату. Касније је постао дефакто апсолутни владар Нове Русије, где је управљао колонизацијом области.
Године 1780., цар Јозеф II Хабзбуршки, син царице Светог римског царства Марије Терезије, разматрао је идеју да ли да ступи у савез са Русијом или не, и затражио је да се састане са Катарином. Потемкин је имао задатак да га обавести и отпутује са њим у Санкт Петербург. Потемкин је такође убедио Катарину да прошири универзитете у Русији како би повећао број научника.
Катарина је била забринута да ће Потемкиново лоше здравље одложити његов важан рад на колонизацији и развоју југа. Преминуо је 1791. са 52. године.

## Последњи месеци живота и смрт
Катаринин живот и владавина укључивали су многе личне успехе, али је живот завршила са два неуспеха. Септембра 1796. посетио ју је њен шведски нећак (некада смењен), краљ Густав IV. Царица је намеравала да њена унука Александра удајом постане краљица Шведске. Бал је одржан на царском двору 11. септембра када је требало да буде објављена веридба. Густав Адолф се осећао под притиском да прихвати да Александра неће прећи у лутеранство, и иако је био одушевљен младом дамом, одбио је да се појави на балу и отишао у Стокхолм. Фрустрација због развоја догађаја је утицала на Катаринино здравље. Опоравила се довољно добро да почне да планира церемонију којом ће њен омиљени унук Александар бити њен наследник, уместо њеног карактерно тешког сина Павла, али је умрла пре него што је то саопштење могло да буде објављено, нешто више од два месеца након вереничког бала.
Шеснаестог новембра, Катарина је устала рано ујутру и попила своју уобичајену јутарњу кафу, убрзо се смирила да ради на папирима; рекла је служавки своје даме, Марији Перекусихини, да је спавала боље него што је спавала дуго времена. Нешто после 9:00 пронађена је на поду са љубичастим лицем, слабим пулсом, плитким и отежаним дисањем. Судски лекар је констатовао мождани удар и упркос покушајима да је оживе, пала је у кому. Поп ју је исповедио и умрла је следеће вечери око 9:45. Обдукција је потврдила да је узрок смрти мождани удар.
Катаринин тестамент без датума, који је почетком 1792. године међу њеним папирима открио њен секретар Александар Васиљевич Храповицки, дао је конкретна упутства за поступање ако она умре. На крају је царица положена са златном круном на глави и обучена у хаљину од сребрног броката. Дана 25. новембра, ковчег, богато украшен златном тканином, постављен је на узвишену платформу у одају жалости Велике галерије, коју је дизајнирао и украсио Антонио Риналди.

## Породично стабло
| \| \| \| \| \| \| \| \| \| \| \| \| \| \| 16. Rudolph, Prince of Anhalt-Zerbst \| \| \| \| \| \| \| \| \| \| \| \| \| \| \| \| \| \| \| \| \| \| \| \| \| \| \| \| \| \| \| \| \| \| \| \| \| \| \| \| \| \| \| \| \| \| \| \| \| \| \| \| \| \| \| \| \| \| \| \| 8. John VI, Prince of Anhalt-Zerbst \| \| \| \| \| \| \| \| \| \| \| \| \| \| \| \| \| \| \| \| \| \| \| \| \| \| \| \| \| \| \| \| \| \| \| \| \| \| \| \| \| \| \| \| \| \| \| \| \| \| \| \| \| \| \| \| \| \| \| \| \| \| \| \| \| \| \| \| \| \| \| \| 17. Countess Magdalene of Oldenburg \| \| \| \| \| \| \| \| \| \| \| \| \| \| \| \| \| \| \| \| \| \| \| \| \| \| \| \| \| \| \| \| \| \| \| \| \| \| \| \| \| \| \| \| \| \| \| \| \| \| \| \| \| \| \| \| \| \| \| \| \| \| \| \| \| \| \| \| \| \| \| \| 4. John Louis I, Prince of Anhalt-Dornburg \| \| \| \| \| \| \| \| \| \| \| \| \| \| \| \| \| \| \| \| \| \| \| \| \| \| \| \| \| \| \| \| \| \| \| \| \| \| \| \| \| \| \| \| \| \| \| \| \| \| \| \| \| \| \| \| \| \| \| \| \| \| \| \| \| \| \| \| \| \| \| \| 18. Фридрих III, војвода од Холштајн-Готорпа (=24, 30) \| \| \| \| \| \| \| \| \| \| \| \| \| \| \| \| \| \| \| \| \| \| \| \| \| \| \| \| \| \| \| \| \| \| \| \| \| \| \| \| \| \| \| \| \| \| \| \| \| \| \| \| \| \| \| \| \| \| \| \| \| \| \| \| \| \| \| \| \| \| \| \| 9. Princess Sophie Auguste of Holstein-Gottorp \| \| \| \| \| \| \| \| \| \| \| \| \| \| \| \| \| \| \| \| \| \| \| \| \| \| \| \| \| \| \| \| \| \| \| \| \| \| \| \| \| \| \| \| \| \| \| \| \| \| \| \| \| \| \| \| \| \| \| \| \| \| \| \| \| \| \| \| \| \| \| \| 19. Марија Елизабета од Саксоније (=25, 31) \| \| \| \| \| \| \| \| \| \| \| \| \| \| \| \| \| \| \| \| \| \| \| \| \| \| \| \| \| \| \| \| \| \| \| \| \| \| \| \| \| \| \| \| \| \| \| \| \| \| \| \| \| \| \| \| \| \| \| \| \| \| \| \| \| \| \| \| \| \| \| \| 2. Кристијан Август, кнез од Анхалт-Зербста \| \| \| \| \| \| \| \| \| \| \| \| \| \| \| \| \| \| \| \| \| \| \| \| \| \| \| \| \| \| \| \| \| \| \| \| \| \| \| \| \| \| \| \| \| \| \| \| \| \| \| \| \| \| \| \| \| \| \| \| \| \| \| \| \| \| \| \| \| \| \| \| 20. Christian von Zeutsch \| \| \| \| \| \| \| \| \| \| \| \| \| \| \| \| \| \| \| \| \| \| \| \| \| \| \| \| \| \| \| \| \| \| \| \| \| \| \| \| \| \| \| \| \| \| \| \| \| \| \| \| \| \| \| \| \| \| \| \| \| \| \| \| \| \| \| \| \| \| \| \| 10. Georg Volrath von Zeutsch \| \| \| \| \| \| \| \| \| \| \| \| \| \| \| \| \| \| \| \| \| \| \| \| \| \| \| \| \| \| \| \| \| \| \| \| \| \| \| \| \| \| \| \| \| \| \| \| \| \| \| \| \| \| \| \| \| \| \| \| \| \| \| \| \| \| \| \| \| \| \| \| 21. Lucretia von Spiegel \| \| \| \| \| \| \| \| \| \| \| \| \| \| \| \| \| \| \| \| \| \| \| \| \| \| \| \| \| \| \| \| \| \| \| \| \| \| \| \| \| \| \| \| \| \| \| \| \| \| \| \| \| \| \| \| \| \| \| \| \| \| \| \| \| \| \| \| \| \| \| \| 5. Christine Eleanore von Zeutsch \| \| \| \| \| \| \| \| \| \| \| \| \| \| \| \| \| \| \| \| \| \| \| \| \| \| \| \| \| \| \| \| \| \| \| \| \| \| \| \| \| \| \| \| \| \| \| \| \| \| \| \| \| \| \| \| \| \| \| \| \| \| \| \| \| \| \| \| \| \| \| \| 22. Wolf Georg von Weissenbach \| \| \| \| \| \| \| \| \| \| \| \| \| \| \| \| \| \| \| \| \| \| \| \| \| \| \| \| \| \| \| \| \| \| \| \| \| \| \| \| \| \| \| \| \| \| \| \| \| \| \| \| \| \| \| \| \| \| \| \| \| \| \| \| \| \| \| \| \| \| \| \| 11. Christine von Weissenbach \| \| \| \| \| \| \| \| \| \| \| \| \| \| \| \| \| \| \| \| \| \| \| \| \| \| \| \| \| \| \| \| \| \| \| \| \| \| \| \| \| \| \| \| \| \| \| \| \| \| \| \| \| \| \| \| \| \| \| \| \| \| \| \| \| \| \| \| \| \| \| \| 23. Martha von Konneritz \| \| \| \| \| \| \| \| \| \| \| \| \| \| \| \| \| \| \| \| \| \| \| \| \| \| \| \| \| \| \| \| \| \| \| \| \| \| \| \| \| \| \| \| \| \| \| \| \| \| \| \| \| \| \| \| \| \| \| \| \| \| \| \| \| \| \| \| \| \| \| \| 1. Катарина Велика \| \| \| \| \| \| \| \| \| \| \| \| \| \| \| \| \| \| \| \| \| \| \| \| \| \| \| \| \| \| \| \| \| \| \| \| \| \| \| \| \| \| \| \| \| \| \| \| \| \| \| \| \| \| \| \| \| \| \| \| \| \| \| \| \| \| \| \| \| \| \| \| 24. Фридрих III, војвода од Холштајн-Готорпа (=18, 30) \| \| \| \| \| \| \| \| \| \| \| \| \| \| \| \| \| \| \| \| \| \| \| \| \| \| \| \| \| \| \| \| \| \| \| \| \| \| \| \| \| \| \| \| \| \| \| \| \| \| \| \| \| \| \| \| \| \| \| \| \| \| \| \| \| \| \| \| \| \| \| \| 12. Christian Albert, Duke of Holstein-Gottorp \| \| \| \| \| \| \| \| \| \| \| \| \| \| \| \| \| \| \| \| \| \| \| \| \| \| \| \| \| \| \| \| \| \| \| \| \| \| \| \| \| \| \| \| \| \| \| \| \| \| \| \| \| \| \| \| \| \| \| \| \| \| \| \| \| \| \| \| \| \| \| \| 25. Марија Елизабета од Саксоније (=19, 31) \| \| \| \| \| \| \| \| \| \| \| \| \| \| \| \| \| \| \| \| \| \| \| \| \| \| \| \| \| \| \| \| \| \| \| \| \| \| \| \| \| \| \| \| \| \| \| \| \| \| \| \| \| \| \| \| \| \| \| \| \| \| \| \| \| \| \| \| \| \| \| \| 6. Christian August of Holstein-Gottorp, Prince of Eutin \| \| \| \| \| \| \| \| \| \| \| \| \| \| \| \| \| \| \| \| \| \| \| \| \| \| \| \| \| \| \| \| \| \| \| \| \| \| \| \| \| \| \| \| \| \| \| \| \| \| \| \| \| \| \| \| \| \| \| \| \| \| \| \| \| \| \| \| \| \| \| \| 26. Фредерик III Дански \| \| \| \| \| \| \| \| \| \| \| \| \| \| \| \| \| \| \| \| \| \| \| \| \| \| \| \| \| \| \| \| \| \| \| \| \| \| \| \| \| \| \| \| \| \| \| \| \| \| \| \| \| \| \| \| \| \| \| \| \| \| \| \| \| \| \| \| \| \| \| \| 13. Фредерика Амалија Данска \| \| \| \| \| \| \| \| \| \| \| \| \| \| \| \| \| \| \| \| \| \| \| \| \| \| \| \| \| \| \| \| \| \| \| \| \| \| \| \| \| \| \| \| \| \| \| \| \| \| \| \| \| \| \| \| \| \| \| \| \| \| \| \| \| \| \| \| \| \| \| \| 27. Софија Амалија од Брауншвајг-Линебурга \| \| \| \| \| \| \| \| \| \| \| \| \| \| \| \| \| \| \| \| \| \| \| \| \| \| \| \| \| \| \| \| \| \| \| \| \| \| \| \| \| \| \| \| \| \| \| \| \| \| \| \| \| \| \| \| \| \| \| \| \| \| \| \| \| \| \| \| \| \| \| \| 3. Јохана Елизабета од Холштајн-Готорпа \| \| \| \| \| \| \| \| \| \| \| \| \| \| \| \| \| \| \| \| \| \| \| \| \| \| \| \| \| \| \| \| \| \| \| \| \| \| \| \| \| \| \| \| \| \| \| \| \| \| \| \| \| \| \| \| \| \| \| \| \| \| \| \| \| \| \| \| \| \| \| \| 28. Frederick VI, Margrave of Baden-Durlach \| \| \| \| \| \| \| \| \| \| \| \| \| \| \| \| \| \| \| \| \| \| \| \| \| \| \| \| \| \| \| \| \| \| \| \| \| \| \| \| \| \| \| \| \| \| \| \| \| \| \| \| \| \| \| \| \| \| \| \| \| \| \| \| \| \| \| \| \| \| \| \| 14. Frederick VII, Margrave of Baden-Durlach \| \| \| \| \| \| \| \| \| \| \| \| \| \| \| \| \| \| \| \| \| \| \| \| \| \| \| \| \| \| \| \| \| \| \| \| \| \| \| \| \| \| \| \| \| \| \| \| \| \| \| \| \| \| \| \| \| \| \| \| \| \| \| \| \| \| \| \| \| \| \| \| 29. Christine Magdalene, Countess Palatine of Zweibrücken-Kleeburg \| \| \| \| \| \| \| \| \| \| \| \| \| \| \| \| \| \| \| \| \| \| \| \| \| \| \| \| \| \| \| \| \| \| \| \| \| \| \| \| \| \| \| \| \| \| \| \| \| \| \| \| \| \| \| \| \| \| \| \| \| \| \| \| \| \| \| \| \| \| \| \| 7. Албертина Фредерика од Бадена-Дурлаха \| \| \| \| \| \| \| \| \| \| \| \| \| \| \| \| \| \| \| \| \| \| \| \| \| \| \| \| \| \| \| \| \| \| \| \| \| \| \| \| \| \| \| \| \| \| \| \| \| \| \| \| \| \| \| \| \| \| \| \| \| \| \| \| \| \| \| \| \| \| \| \| 30. Фридрих III, војвода од Холштајн-Готорпа (=18, 24) \| \| \| \| \| \| \| \| \| \| \| \| \| \| \| \| \| \| \| \| \| \| \| \| \| \| \| \| \| \| \| \| \| \| \| \| \| \| \| \| \| \| \| \| \| \| \| \| \| \| \| \| \| \| \| \| \| \| \| \| \| \| \| \| \| \| \| \| \| \| \| \| 15. Princess Auguste Marie of Holstein-Gottorp \| \| \| \| \| \| \| \| \| \| \| \| \| \| \| \| \| \| \| \| \| \| \| \| \| \| \| \| \| \| \| \| \| \| \| \| \| \| \| \| \| \| \| \| \| \| \| \| \| \| \| \| \| \| \| \| \| \| \| \| \| \| \| \| \| \| \| \| \| \| \| \| 31. Марија Елизабета од Саксоније (=19, 25) \| \| \| \| \| \| \| \| \| \| \| \| \| \| \| \| \| \| \| \| \| \| \| \| \| \| \| \| \| \| \| \| \| \| \| \| \| \| \| \| \| \| \| \| \| \| \| \| \| \| \| \| |                                                                    |  |  |  |  |  |  |  |  |  |  |  |                                      |  |  |  |
| |                                                                    |  |  |  |  |  |  |  |  |  |  |  | 16. Rudolph, Prince of Anhalt-Zerbst |  |  |  |
| |                                                                    |  |  |  |  |  |  |  |  |  |  |  |                                      |  |  |  |
| |                                                                    |  |  |  |  |  |  |  |  |  |  |  |                                      |  |  |  |
| |                                                                    |  |  |  |  |  |  |  |  |  |  |  |                                      |  |  |  |
| | 8. John VI, Prince of Anhalt-Zerbst                                |  |  |  |  |  |  |  |  |  |  |  |                                      |  |  |  |
| |                                                                    |  |  |  |  |  |  |  |  |  |  |  |                                      |  |  |  |
| |                                                                    |  |  |  |  |  |  |  |  |  |  |  |                                      |  |  |  |
| |                                                                    |  |  |  |  |  |  |  |  |  |  |  |                                      |  |  |  |
| | 17. Countess Magdalene of Oldenburg                                |  |  |  |  |  |  |  |  |  |  |  |                                      |  |  |  |
| |                                                                    |  |  |  |  |  |  |  |  |  |  |  |                                      |  |  |  |
| |                                                                    |  |  |  |  |  |  |  |  |  |  |  |                                      |  |  |  |
| |                                                                    |  |  |  |  |  |  |  |  |  |  |  |                                      |  |  |  |
| | 4. John Louis I, Prince of Anhalt-Dornburg                         |  |  |  |  |  |  |  |  |  |  |  |                                      |  |  |  |
| |                                                                    |  |  |  |  |  |  |  |  |  |  |  |                                      |  |  |  |
| |                                                                    |  |  |  |  |  |  |  |  |  |  |  |                                      |  |  |  |
| |                                                                    |  |  |  |  |  |  |  |  |  |  |  |                                      |  |  |  |
| | 18. Фридрих III, војвода од Холштајн-Готорпа (=24, 30)             |  |  |  |  |  |  |  |  |  |  |  |                                      |  |  |  |
| |                                                                    |  |  |  |  |  |  |  |  |  |  |  |                                      |  |  |  |
| |                                                                    |  |  |  |  |  |  |  |  |  |  |  |                                      |  |  |  |
| |                                                                    |  |  |  |  |  |  |  |  |  |  |  |                                      |  |  |  |
| | 9. Princess Sophie Auguste of Holstein-Gottorp                     |  |  |  |  |  |  |  |  |  |  |  |                                      |  |  |  |
| |                                                                    |  |  |  |  |  |  |  |  |  |  |  |                                      |  |  |  |
| |                                                                    |  |  |  |  |  |  |  |  |  |  |  |                                      |  |  |  |
| |                                                                    |  |  |  |  |  |  |  |  |  |  |  |                                      |  |  |  |
| | 19. Марија Елизабета од Саксоније (=25, 31)                        |  |  |  |  |  |  |  |  |  |  |  |                                      |  |  |  |
| |                                                                    |  |  |  |  |  |  |  |  |  |  |  |                                      |  |  |  |
| |                                                                    |  |  |  |  |  |  |  |  |  |  |  |                                      |  |  |  |
| |                                                                    |  |  |  |  |  |  |  |  |  |  |  |                                      |  |  |  |
| | 2. Кристијан Август, кнез од Анхалт-Зербста                        |  |  |  |  |  |  |  |  |  |  |  |                                      |  |  |  |
| |                                                                    |  |  |  |  |  |  |  |  |  |  |  |                                      |  |  |  |
| |                                                                    |  |  |  |  |  |  |  |  |  |  |  |                                      |  |  |  |
| |                                                                    |  |  |  |  |  |  |  |  |  |  |  |                                      |  |  |  |
| | 20. Christian von Zeutsch                                          |  |  |  |  |  |  |  |  |  |  |  |                                      |  |  |  |
| |                                                                    |  |  |  |  |  |  |  |  |  |  |  |                                      |  |  |  |
| |                                                                    |  |  |  |  |  |  |  |  |  |  |  |                                      |  |  |  |
| |                                                                    |  |  |  |  |  |  |  |  |  |  |  |                                      |  |  |  |
| | 10. Georg Volrath von Zeutsch                                      |  |  |  |  |  |  |  |  |  |  |  |                                      |  |  |  |
| |                                                                    |  |  |  |  |  |  |  |  |  |  |  |                                      |  |  |  |
| |                                                                    |  |  |  |  |  |  |  |  |  |  |  |                                      |  |  |  |
| |                                                                    |  |  |  |  |  |  |  |  |  |  |  |                                      |  |  |  |
| | 21. Lucretia von Spiegel                                           |  |  |  |  |  |  |  |  |  |  |  |                                      |  |  |  |
| |                                                                    |  |  |  |  |  |  |  |  |  |  |  |                                      |  |  |  |
| |                                                                    |  |  |  |  |  |  |  |  |  |  |  |                                      |  |  |  |
| |                                                                    |  |  |  |  |  |  |  |  |  |  |  |                                      |  |  |  |
| | 5. Christine Eleanore von Zeutsch                                  |  |  |  |  |  |  |  |  |  |  |  |                                      |  |  |  |
| |                                                                    |  |  |  |  |  |  |  |  |  |  |  |                                      |  |  |  |
| |                                                                    |  |  |  |  |  |  |  |  |  |  |  |                                      |  |  |  |
| |                                                                    |  |  |  |  |  |  |  |  |  |  |  |                                      |  |  |  |
| | 22. Wolf Georg von Weissenbach                                     |  |  |  |  |  |  |  |  |  |  |  |                                      |  |  |  |
| |                                                                    |  |  |  |  |  |  |  |  |  |  |  |                                      |  |  |  |
| |                                                                    |  |  |  |  |  |  |  |  |  |  |  |                                      |  |  |  |
| |                                                                    |  |  |  |  |  |  |  |  |  |  |  |                                      |  |  |  |
| | 11. Christine von Weissenbach                                      |  |  |  |  |  |  |  |  |  |  |  |                                      |  |  |  |
| |                                                                    |  |  |  |  |  |  |  |  |  |  |  |                                      |  |  |  |
| |                                                                    |  |  |  |  |  |  |  |  |  |  |  |                                      |  |  |  |
| |                                                                    |  |  |  |  |  |  |  |  |  |  |  |                                      |  |  |  |
| | 23. Martha von Konneritz                                           |  |  |  |  |  |  |  |  |  |  |  |                                      |  |  |  |
| |                                                                    |  |  |  |  |  |  |  |  |  |  |  |                                      |  |  |  |
| |                                                                    |  |  |  |  |  |  |  |  |  |  |  |                                      |  |  |  |
| |                                                                    |  |  |  |  |  |  |  |  |  |  |  |                                      |  |  |  |
| | 1. Катарина Велика                                                 |  |  |  |  |  |  |  |  |  |  |  |                                      |  |  |  |
| |                                                                    |  |  |  |  |  |  |  |  |  |  |  |                                      |  |  |  |
| |                                                                    |  |  |  |  |  |  |  |  |  |  |  |                                      |  |  |  |
| |                                                                    |  |  |  |  |  |  |  |  |  |  |  |                                      |  |  |  |
| | 24. Фридрих III, војвода од Холштајн-Готорпа (=18, 30)             |  |  |  |  |  |  |  |  |  |  |  |                                      |  |  |  |
| |                                                                    |  |  |  |  |  |  |  |  |  |  |  |                                      |  |  |  |
| |                                                                    |  |  |  |  |  |  |  |  |  |  |  |                                      |  |  |  |
| |                                                                    |  |  |  |  |  |  |  |  |  |  |  |                                      |  |  |  |
| | 12. Christian Albert, Duke of Holstein-Gottorp                     |  |  |  |  |  |  |  |  |  |  |  |                                      |  |  |  |
| |                                                                    |  |  |  |  |  |  |  |  |  |  |  |                                      |  |  |  |
| |                                                                    |  |  |  |  |  |  |  |  |  |  |  |                                      |  |  |  |
| |                                                                    |  |  |  |  |  |  |  |  |  |  |  |                                      |  |  |  |
| | 25. Марија Елизабета од Саксоније (=19, 31)                        |  |  |  |  |  |  |  |  |  |  |  |                                      |  |  |  |
| |                                                                    |  |  |  |  |  |  |  |  |  |  |  |                                      |  |  |  |
| |                                                                    |  |  |  |  |  |  |  |  |  |  |  |                                      |  |  |  |
| |                                                                    |  |  |  |  |  |  |  |  |  |  |  |                                      |  |  |  |
| | 6. Christian August of Holstein-Gottorp, Prince of Eutin           |  |  |  |  |  |  |  |  |  |  |  |                                      |  |  |  |
| |                                                                    |  |  |  |  |  |  |  |  |  |  |  |                                      |  |  |  |
| |                                                                    |  |  |  |  |  |  |  |  |  |  |  |                                      |  |  |  |
| |                                                                    |  |  |  |  |  |  |  |  |  |  |  |                                      |  |  |  |
| | 26. Фредерик III Дански                                            |  |  |  |  |  |  |  |  |  |  |  |                                      |  |  |  |
| |                                                                    |  |  |  |  |  |  |  |  |  |  |  |                                      |  |  |  |
| |                                                                    |  |  |  |  |  |  |  |  |  |  |  |                                      |  |  |  |
| |                                                                    |  |  |  |  |  |  |  |  |  |  |  |                                      |  |  |  |
| | 13. Фредерика Амалија Данска                                       |  |  |  |  |  |  |  |  |  |  |  |                                      |  |  |  |
| |                                                                    |  |  |  |  |  |  |  |  |  |  |  |                                      |  |  |  |
| |                                                                    |  |  |  |  |  |  |  |  |  |  |  |                                      |  |  |  |
| |                                                                    |  |  |  |  |  |  |  |  |  |  |  |                                      |  |  |  |
| | 27. Софија Амалија од Брауншвајг-Линебурга                         |  |  |  |  |  |  |  |  |  |  |  |                                      |  |  |  |
| |                                                                    |  |  |  |  |  |  |  |  |  |  |  |                                      |  |  |  |
| |                                                                    |  |  |  |  |  |  |  |  |  |  |  |                                      |  |  |  |
| |                                                                    |  |  |  |  |  |  |  |  |  |  |  |                                      |  |  |  |
| | 3. Јохана Елизабета од Холштајн-Готорпа                            |  |  |  |  |  |  |  |  |  |  |  |                                      |  |  |  |
| |                                                                    |  |  |  |  |  |  |  |  |  |  |  |                                      |  |  |  |
| |                                                                    |  |  |  |  |  |  |  |  |  |  |  |                                      |  |  |  |
| |                                                                    |  |  |  |  |  |  |  |  |  |  |  |                                      |  |  |  |
| | 28. Frederick VI, Margrave of Baden-Durlach                        |  |  |  |  |  |  |  |  |  |  |  |                                      |  |  |  |
| |                                                                    |  |  |  |  |  |  |  |  |  |  |  |                                      |  |  |  |
| |                                                                    |  |  |  |  |  |  |  |  |  |  |  |                                      |  |  |  |
| |                                                                    |  |  |  |  |  |  |  |  |  |  |  |                                      |  |  |  |
| | 14. Frederick VII, Margrave of Baden-Durlach                       |  |  |  |  |  |  |  |  |  |  |  |                                      |  |  |  |
| |                                                                    |  |  |  |  |  |  |  |  |  |  |  |                                      |  |  |  |
| |                                                                    |  |  |  |  |  |  |  |  |  |  |  |                                      |  |  |  |
| |                                                                    |  |  |  |  |  |  |  |  |  |  |  |                                      |  |  |  |
| | 29. Christine Magdalene, Countess Palatine of Zweibrücken-Kleeburg |  |  |  |  |  |  |  |  |  |  |  |                                      |  |  |  |
| |                                                                    |  |  |  |  |  |  |  |  |  |  |  |                                      |  |  |  |
| |                                                                    |  |  |  |  |  |  |  |  |  |  |  |                                      |  |  |  |
| |                                                                    |  |  |  |  |  |  |  |  |  |  |  |                                      |  |  |  |
| | 7. Албертина Фредерика од Бадена-Дурлаха                           |  |  |  |  |  |  |  |  |  |  |  |                                      |  |  |  |
| |                                                                    |  |  |  |  |  |  |  |  |  |  |  |                                      |  |  |  |
| |                                                                    |  |  |  |  |  |  |  |  |  |  |  |                                      |  |  |  |
| |                                                                    |  |  |  |  |  |  |  |  |  |  |  |                                      |  |  |  |
| | 30. Фридрих III, војвода од Холштајн-Готорпа (=18, 24)             |  |  |  |  |  |  |  |  |  |  |  |                                      |  |  |  |
| |                                                                    |  |  |  |  |  |  |  |  |  |  |  |                                      |  |  |  |
| |                                                                    |  |  |  |  |  |  |  |  |  |  |  |                                      |  |  |  |
| |                                                                    |  |  |  |  |  |  |  |  |  |  |  |                                      |  |  |  |
| | 15. Princess Auguste Marie of Holstein-Gottorp                     |  |  |  |  |  |  |  |  |  |  |  |                                      |  |  |  |
| |                                                                    |  |  |  |  |  |  |  |  |  |  |  |                                      |  |  |  |
| |                                                                    |  |  |  |  |  |  |  |  |  |  |  |                                      |  |  |  |
| |                                                                    |  |  |  |  |  |  |  |  |  |  |  |                                      |  |  |  |
| | 31. Марија Елизабета од Саксоније (=19, 25)                        |  |  |  |  |  |  |  |  |  |  |  |                                      |  |  |  |
| |                                                                    |  |  |  |  |  |  |  |  |  |  |  |                                      |  |  |  |
| |                                                                    |  |  |  |  |  |  |  |  |  |  |  |                                      |  |  |  |